# Peter Joannes Burgstedde
Peter Joannes Burgstedde (pseudoniem van Pierer Brouwer) (Roermond, 1945) is een Nederlandse schrijver. Hij ontving in 1981 de Anton Wachterprijs voor zijn debuutroman Mijn boosaardige zuster Elektra, gevolgd door Over verknochtheid, uitgeven door Thomas Rap. Vervolgens schreef hij nog De pruikenmaakster (1982), uitgegeven door Bert Bakker. In 1987 is het boek Business Class verschenen, onder zijn eigen naam, uitgegeven door Mai Spijkers bij Bert Bakker. Pieter Brouwer overleed in 2010 en liet een onvoltooid manuscript na, over de zoektocht naar een unieke camera.